# 제15회 청룡영화상
제15회 청룡영화상은 1994년 12월 7일에 열린 시상식이다.

## 수상 및 후보

### 최우수 작품상
- 태백산맥 - 태흥영화 수상
- 투캅스 - 강우석프로덕션
- 너에게 나를 보낸다 - 기획시대
- 헐리우드 키드의 생애 - 영화세상
- 게임의 법칙 - 세양필름

### 감독상
- 너에게 나를 보낸다 - 장선우 수상
- 태백산맥 - 임권택
- 투캅스 - 강우석
- 헐리우드 키드의 생애 - 정지영
- 게임의 법칙 - 장현수

### 남우주연상
- 너에게 나를 보낸다 - 문성근 수상
- 게임의 법칙 - 박중훈 수상
- 투캅스 - 안성기
- 세상 밖으로 - 이경영
- 헐리우드 키드의 생애 - 독고영재

### 여우주연상
- 장미빛 인생 - 최명길 수상
- 세상 밖으로 - 심혜진
- 나는 소망한다 내게 금지된 것을 - 최진실
- 장미의 나날 - 강수연
- 너에게 나를 보낸다 - 정선경

### 남우조연상
- 태백산맥 - 김갑수 수상
- 구미호 - 독고영재
- 게임의 법칙 - 이경영
- 해적 - 허준호
- 태백산맥 - 김명곤

### 여우조연상
- 태백산맥 - 정경순 수상
- 구미호 - 방은희
- 게임의 법칙 - 오연수
- 투캅스 - 지수원
- 태백산맥 - 오정해

### 신인남우상
- 너에게 나를 보낸다 - 여균동 수상

### 신인여우상
- 너에게 나를 보낸다 - 정선경 수상

### 신인감독상
- 장미빛 인생 - 김홍준 수상

### 촬영상
- 헐리우드 키드의 생애 - 신옥현 수상

### 각본상
- 장미빛 인생 - 육상효 수상

### 인기스타상
- 박중훈 수상
- 이경영 수상
- 심혜진 수상
- 최진실 수상

### 한국영화 최다관객상
- 투캅스

### 외국영화상
- 패왕별희

### 정영일영화평론가상
- 김종원 수상

### 대상
- 헐리우드 키드의 생애 - 정지영 수상